# Adetomeris lucasii
Adetomeris lucasii är en fjärilsart som beskrevs av Jean Baptiste Boisduval 1875. Adetomeris lucasii ingår i släktet Adetomeris och familjen påfågelsspinnare. Inga underarter finns listade i Catalogue of Life.